# Compania Națională de Administrare a Infrastructurii Rutiere
A Compania Națională de Administrare a Infrastructurii Rutiere (CNAIR) (közúti infrastruktúrát kezelő országos társaság), korábban Compania Națională de Autostrăzi și Drumuri Naționale din România S.A. (CNADNR) romániai állami vállalat a közlekedési és infrastrukturális minisztérium irányítása alatt, melynek feladata a közúthálózat-fejlesztési programok megvalósítása.
Központján kívül nyolc regionális út- és hídügyi igazgatósága (Direcţia Regională de Drumuri şi Poduri, DRDP) van Bukarest, Craiova, Jászvásár, Kolozsvár, Temesvár, Konstanca, Brassó és Bodzavásár székhellyel. Hozzá tartozik a műszaki, útügyi és informatikai kutatóközpont (Centru De Studii Tehnice, Rutiere si Informatice, CESTRIN) is.

## Fordítás
- Ez a szócikk részben vagy egészben  a   Compania Națională de Administrare a Infrastructurii Rutiere című román Wikipédia-szócikk ezen változatának fordításán alapul.  Az eredeti cikk szerkesztőit annak laptörténete sorolja fel. Ez a jelzés csupán a megfogalmazás eredetét és a szerzői jogokat jelzi, nem szolgál a cikkben szereplő információk forrásmegjelöléseként.